# Orah (gmina Berane)
Orah (cyr. Орах) – wieś w Czarnogórze, w gminie Berane. W 2011 roku liczyła 47 mieszkańców.